# Osiedle Bolesława Chrobrego (Poznań)

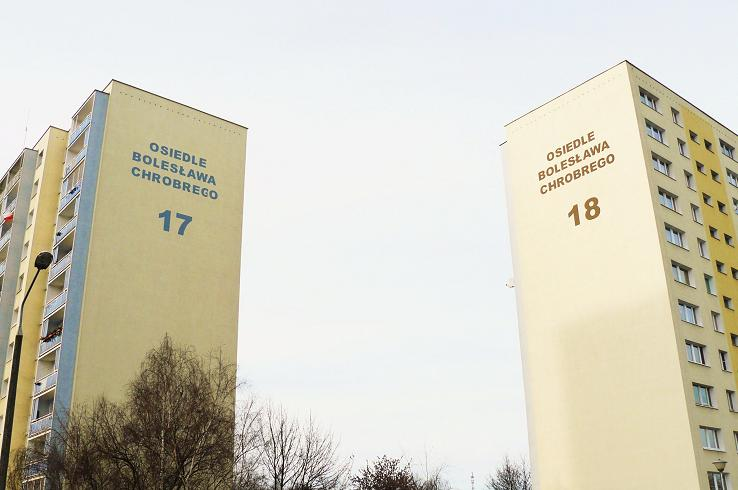
Osiedle Bolesława Chrobrego - fragment od strony wschodniej

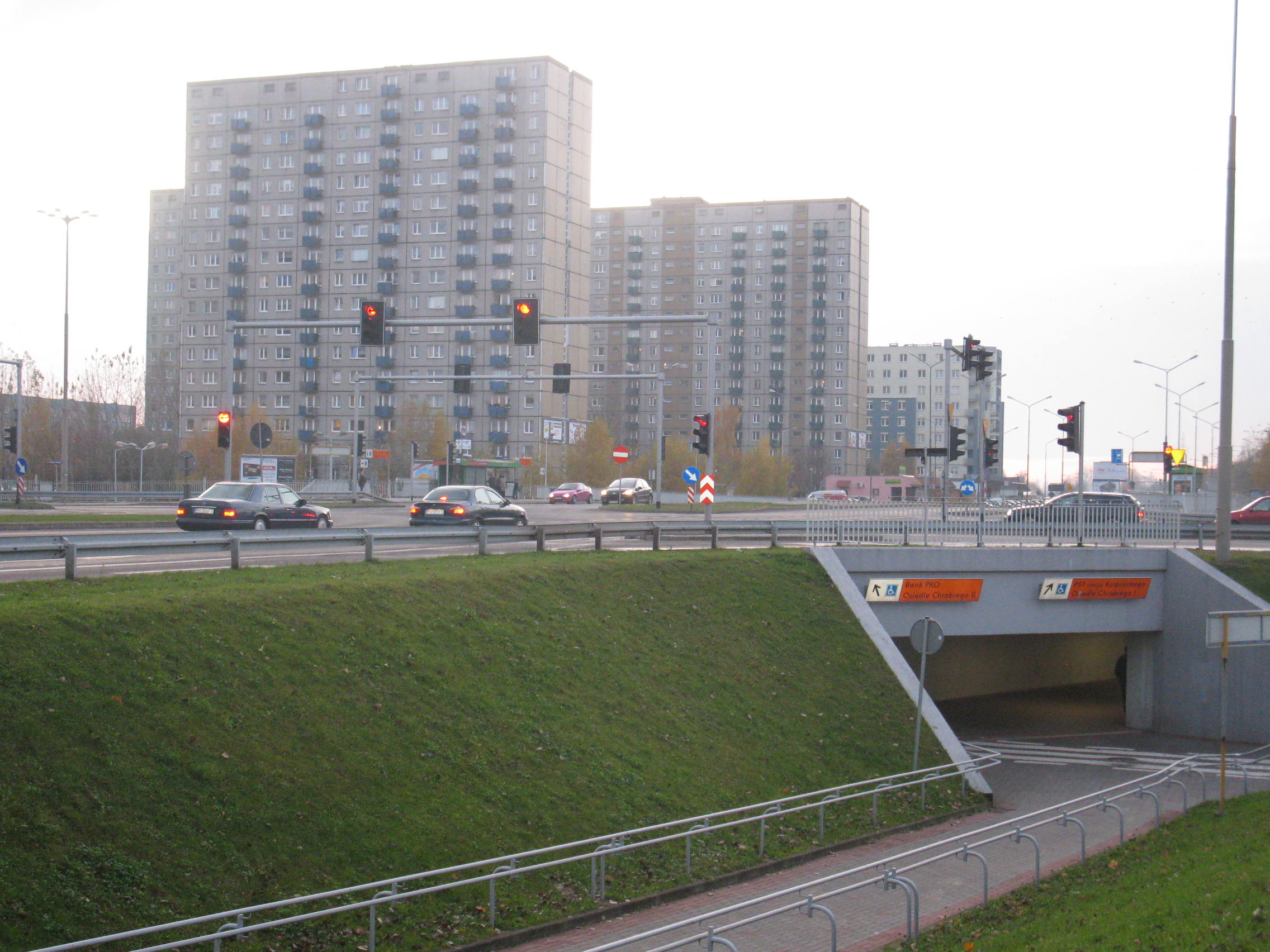
Osiedle Bolesława Chrobrego przy stacji PST Kurpińskiego

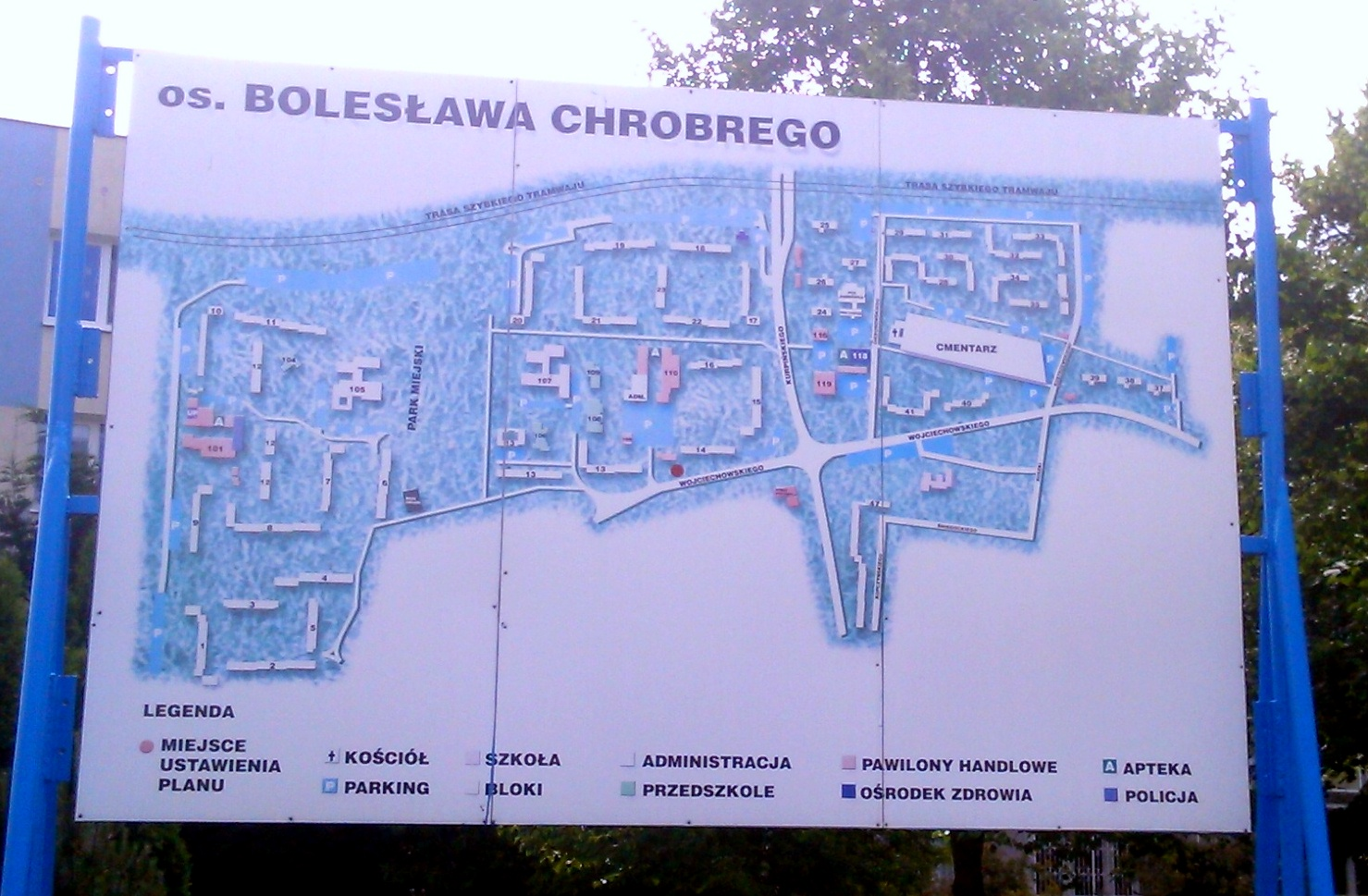
Os. Chrobrego w Poznaniu - plan orientacyjny

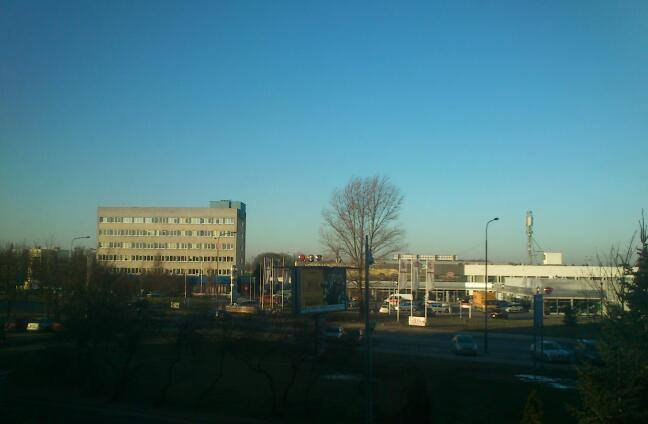
Ul. Zygmunta Wojciechowskiego wraz z charakterystycznym dla tej części osiedla biurowcem urzędu skarbowego i siedzibą poczty.

Osiedle Bolesława Chrobrego – największe osiedle mieszkaniowe położone na terenie jednostki pomocniczej Osiedle Piątkowo, na Piątkowie w Poznaniu. Sąsiaduje z osiedlami: Władysława Jagiełły, Jana III Sobieskiego, Zygmunta Starego, Bolesława Śmiałego, Stefana Batorego. Na osiedlu znajdują się budynki 3-, 4-, 5-, 8-, 11- i 16-kondygnacyjne.

## Ulice
Granice osiedla wyznaczają następujące ulice:
- ul. Szymanowskiego
- ul. Szeligowskiego
- ul. Mieszka I
- ul. Lechicka - odcinek drogi krajowej nr 92
- ul. Wojciechowskiego (w obecnej formie, po gruntownej modernizacji, oddana do użytku 29 listopada 1986[1])

Na terenie osiedla znajdują się ulice:
- ul. H. Łowmiańskiego
- ul. J. Kostrzewskiego
- ul. W. Gieburowskiego

## Oświata

### Szkoły
- Zespół Szkół nr 15 zawierający Liceum Ogólnokształcące nr 15 im. prof. W. Degi oraz Gimnazjum nr 11 (do roku 2000 funkcjonowała Szkoła Podstawowa nr 41 w Poznaniu)
- Szkoła Podstawowa nr 17 im. J.I. Kraszewskiego

### Przedszkola
- Przedszkole nr 24
- Przedszkole nr 35 im. Króla Maciusia I
- Przedszkole nr 148
- Przedszkole nr 163
- Przedszkole nr 177
- Przedszkole specjalne - Orzeszek

### Żłobek
- Żłobek nr 1 "Krecik"

## Handel
- Biedronka
- Chata Polska (dawniej Złoty Grosz)
- Lidl
- Stokrotka

## Kultura i sport
- Na terenie osiedla funkcjonuje Osiedlowy Dom Kultury "Dąbrówka"
- mieszkaniec osiedla - Gerard Kurniczak (KS Sobieski), zdobył tytuł mistrza Europy kategorii 95 kg w sumo w 2015 na Mistrzostwach Europy w Estonii[2]

## Komunikacja miejska
- tramwaje: 12, 14, 15, 16, 201 (nocny) 202 (nocny)
- autobusy: 146, 169, 174, 185, 187, 190, 191, 193, 901, 902, 904, 905, 907, 215 (nocny), 218 (nocny), 253 (nocny).